# Les Astres Football Club
O Les Astres Football Club é um clube de futebol com sede em Batié, Camarões. A equipe compete no Campeonato Camaronês de Futebol.

## História
O clube foi fundado em 2002.